# Васильевка (Кинель-Черкасский район)
Васильевка — упразднённый в 1962 году посёлок Куйбышевской области на территории современного Кинель-Черкасского района Самарской области. Ныне микрорайон города Отрадный.

## География
Село расположено между озёрами Кривое и Муровое. На юго-востоке Васильевское кладбище, бывший посёлок Привет и окраина города Отрадный.
Климат
резко континентальный, морозная зима, тёплое лето.

## История
Основано в 1922 году, вместе посёлками Отрадное, Привет. Название происходит от фамилии первых переселенцев — братьев Васильевых (Андрей, Нефёд, Яков, Павел) и их сестры Марфы. Семья обосновалась около озера (в начале современной улицы Набережной). В народе посёлок именовали Оторвановкой.
В 1962 году Васильевка и Привет вошли в состав Отрадного.
Из решения № 145 исполкома Отрадненского городского Совета депутатов трудящихся:
«Просить исполком областного Совета депутатов трудящихся на основании настоящего решения и решения общего собрания колхозников колхоза имени Куйбышева включить посёлки Васильевка и Привет с населением 1640 человек в городскую черту города Отрадный с земельными угодьями, согласно прилагаемой выкопировки и экспликации земель общей площадью 430 га.»
Светлана Александрова в статье «Окрестные сёла» (газ. Вестник города Отрадного, № 41, 13.06.2019) отмечает: «Благодаря вхождению в черту Отрадного Осиновки, Васильевки, Привета, Алексеевки, Степана Разина, город сумел набрать численность населения свыше пятидесяти тысяч».